# Nun jauchzet, all ihr Frommen

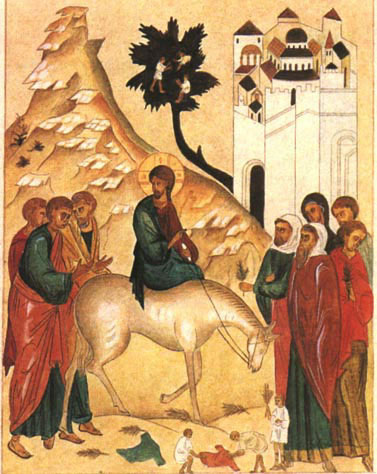
Jesu Einzug in Jerusalem auf dem Esel, Palmsonntagsikone, 19. Jh.

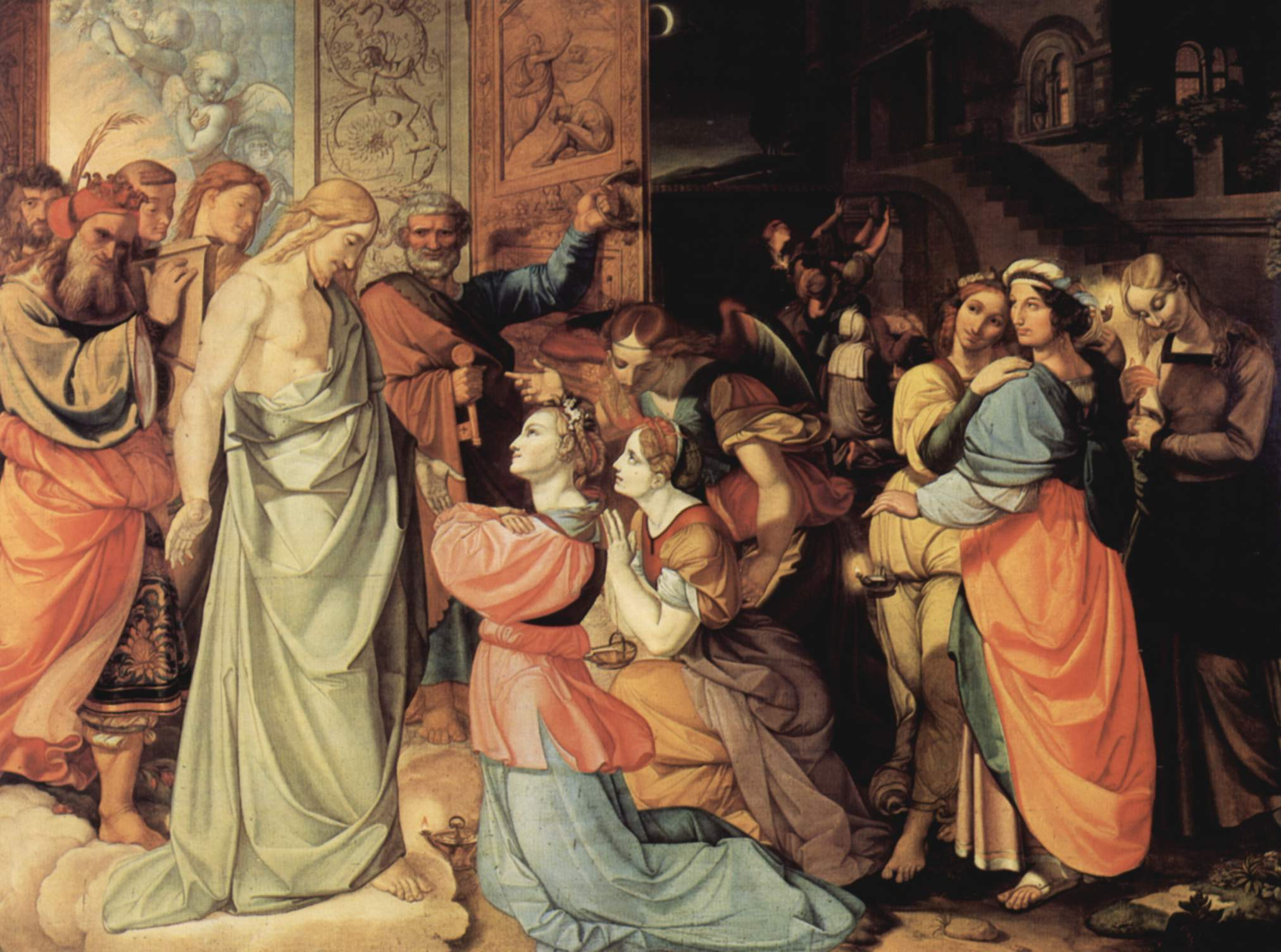
Peter von Cornelius, Die klugen Jungfrauen

Nun jauchzet, all ihr Frommen ist ein von Michael Schirmer (1606–1673) gedichtetes Adventslied, zu dem Johann Crüger (1598–1662) die Melodie schuf und es 1640 veröffentlichte (Newes vollkömliches Gesangbuch Augspurgischer Confession, Berlin).

## Inhalt
Das Lied, das die „Frommen“ zur jauchzenden Freude aufruft, gestaltet das Adventsevangelium vom Einzug in Jerusalem (Mt 21,1–11 ). Geschildert wird die Ankunft des Herrn, der die Bereiche „des Teufels“ beseitigen wird. Es ist „der Herr der Herrlichkeit“ (Str. 1, Z. 3), wie es wortgleich auch in dem Adventslied Macht hoch die Tür formuliert wird. Während jenes Lied die Ankunft des Herrn aber in geradezu triumphalistischem Ton feiert, wendet sich dieses Lied der Niedrigkeit des Erlösers zu: „ohne stolze Pracht“ (Str. 1), „auf einem Eselein“; „für uns zum Opfer“ als Anspielung an die Passion (Str. 2).
Während die Strophen 1–3 der Gemeinde das Wesen dieses kommenden Erlösers schildern, wenden sich die Strophen 3 und 4 ausgehend von den (nicht vorhandenen) Insignien der Macht „kein Zepter, keine Krone“ dem Thema der Herrschaft und den Herrschern „auf Erden“ zu, wo seine Macht nur „verhüllt“ erscheint, sein Anspruch und sein „Beraten“ aber dringend bestehen bleibt. In Schirmers Originaltext begann die Strophe 4 ursprünglich mit der deutlich drastischeren Formulierung „Ihr großen Potentaten …“.
Die Strophen 4 und 5 richten sich konkret an beide Gruppen der Gesellschaft, die Herrschenden und die Beherrschten. Die letzteren, „Armen und Elenden“, leben – noch im spürbaren Kontrast zur „Gnadenzeit“ aus Strophe 1 – in „böser Zeit“, der ein ermutigendes „Dennoch“ entgegengestellt wird. Sie eigentlich sind die als die „Frommen“ in Strophe 1 Angeredeten.
Die abschließende Strophe von der Verwandlung der Trauer in Freude (Anspielung an: „Die mit Tränen säen, werden mit Freuden ernten.“ (Ps 126,5 )) bekräftigt unter Aufnahme des Gleichnis von den klugen und törichten Jungfrauen den Ruf zur Bereitschaft auf den, der „schon auf der Bahn“ ist.

## Text
1. Nun jauchzet, all ihr Frommen,

in dieser Gnadenzeit,

weil unser Heil ist kommen,

der Herr der Herrlichkeit,

zwar ohne stolze Pracht,

doch mächtig zu verheeren

und gänzlich zu zerstören

des Teufels Reich und Macht.

2. Er kommt zu uns geritten

auf einem Eselein

und stellt sich in die Mitten

für uns zum Opfer ein.

Er bringt kein zeitlich Gut,

er will allein erwerben

durch seinen Tod und Sterben,

was ewig währen tut.

3. Kein Zepter, keine Krone

sucht er auf dieser Welt:

Im hohen Himmelsthrone

ist ihm sein Reich bestellt.

Er will hie seine Macht

und Majestät verhüllen,

bis er des Vaters Willen

im Leiden hat vollbracht.

4. Ihr Mächtigen auf Erden,

nehmt diesen König an,

wollt ihr beraten werden

und gehn die rechte Bahn,

die zu dem Himmel führt;

sonst, wo ihr ihn verachtet

und nur nach Hoheit trachtet,

des Höchsten Zorn euch rührt.

5. Ihr Armen und Elenden

in dieser bösen Zeit,

die ihr an allen Enden

müsst haben Angst und Leid:

Seid dennoch wohlgemut,

lasst eure Lieder klingen,

dem König Lob zu singen,

der ist euer höchstes Gut.

6. Er wird nun bald erscheinen

in seiner Herrlichkeit,

der all euer Klag und Weinen

verwandeln wird in Freud.

Er ist’s, der helfen kann,

halt’t eure Lampen fertig,

und seid stets sein gewärtig,

Er ist schon auf der Bahn.
Das Lied findet sich im Evangelischen Gesangbuch (EG 9), in Feiern & Loben (FL 181), im Mennonitischen Gesangbuch (MG 242) und im Gesangbuch der Evangelisch-reformierten Kirchen der deutschsprachigen Schweiz (RG 365).